# Agrilinellus abbonai
Agrilinellus abbonai är en skalbaggsart som beskrevs av Dellacasa, Dellacasa och Gordon 2008. Agrilinellus abbonai ingår i släktet Agrilinellus och familjen Aphodiidae. Inga underarter finns listade i Catalogue of Life.